# Giorgio Celli
Giorgio Celli (Verona, 16 de julio de 1935 – Bolonia, 11 de junio de 2011) fue un entomólogo, ecologista, escritor y político italiano.

## Biografía
Después de recibir su licenciatura en ingeniería agrónomo en 1959, Celli dio clases en la Universidad de Bolonia. Su investigación se centró en los efectos de los pesticidas en las abejas y el agroecosistema. Celli escribió novelas, obras de teatro y poesía. En 1975 ganó el Premio Pirandello por su obra Le tentazioni del professor Faust.  Sus trabajos fueron interpretados en el Festival dei Due Mondi de Spoleto.
Como actor, Celli apareció en películas como La mazurka del barone, della santa e del fico fiorone de Pupi Avati  y, en televisión, presentó el programa documental Nel regno degli animali.
Celli también fue Diputado al Parlamento Europeo de 1999 a 2004, representando al Grupo de Los Verdes/Alianza Libre Europea al mismo tiempo que ocupaba un cargo de regidor en la ciudad de Bolonia, con la Federación de los Verdes.
El 10 de mayo de 2011 fue ingresado de urgencia en el Policlinico Sant'Orsola-Malpighi de Bolonia. Murió en Bolonia el 11 de junio de 2011.